# Hannah Trigwell
 (février 2025).
[[Catégorie:Article avec source à lier|]]
Hannah Trigwell, née le 28 octobre 1990 à Leeds, est une auteur-compositrice-interprète britannique.

## Carrière musicale
Hannah Trigwell a commencé sa carrière musicale à l'âge de 17 ans en tant que chanteuse et guitariste autodidacte, jouant dans les rues de Leeds, sa ville natale, pour toute personne qui voulait bien s'arrêter et l'écouter.
Elle doit une grande partie de son succès à la plateforme de partage de vidéos YouTube, sur laquelle elle poste de nombreuses reprises de chansons. Elle effectue la première partie de Walk off the Earth pour 4 concerts en France en 2016.